# Тодор Живков (фолклорист)
 Тази статия е за българския фолклорист.  За политика вижте Тодор Живков.  
Тодор Иванов Живков е български фолклорист и етнолог; професор, доктор на филологическите науки.

## Биография
Роден през 1938 г. в с. Митровци, област Монтана. През 1961-1963 г. е учител в Смядово. През 1963 г. спечелва конкурс за научен сътрудник в Етнографския институт с музей. Защитава дисертация на тема „Българският антифашистки песенен фолклор“ и получава степента „доктор“ през 1971 г. През 1974 г. е избран за старши научен сътрудник. Заедно с акад. Петър Динеков участва в основаването на Института за фолклор при БАН, на който е дългогодишен директор (1982-1992), сътрудник и член на научния му съвет е чак до смъртта си. През 1978 г. защитава следваща дисертация за научната степен „доктор на науките“ – на тема „Народ и песен (Проблеми на фолклорната песенна традиция)“. През 1975 г. става един от основателите на списание „Български фолклор“, на което е главен редактор от 1983 г.
Преподава фолклористика в Шуменския университет „Епископ Константин Преславски“ и в Софийския университет и етнология - в университетите в Пловдив и Благоевград. Специализира в Санкт Петербург (1964), Берлин (1971), Киев (1972) и Париж (1976).
Дълги години е заместник-председател и член на Националния комитет на славистите, на Фолклористичната комисия на Международния комитет на славистите и на Националната комисия на Международната асоциация за изследване развитието на славянските култури. Член е на Административния съвет на Международната асоциация за етнология и фолклор. Председател е на Асоциацията за антропология, етнология и фолклористика „Онгъл“ и на сдружение „Фолк панаир“. Член е на редакционните колегии на сп. „Художествена самодейност“, „Език и литература“, „Фолк панаир“. Награждаван е неведнъж с важни държавни и научни отличия.
Проф. Живков е депутат в XXXVII народно събрание, член на две парламентарни комисии - по наука и образование и по културата. Той става единственият съвременен български учен в областта на фолклористиката и етнологията, чието име и дело фигурират в енциклопедията „Етнология Еуропеа“, подготвяна във Великобритания.

## Монографии и книги
- Да би гората думала. Сборник народни хайдушки песни {Ж. Я н а к и е в а – съавт./. С., 1968.
- Български антифашистки песенен фолклор. Ред. Цв. Романска и Ст. Стойкова. С., БАН, 1970, 295 с.
- Народ и песен. Проблеми на фолклорната песенна традиция. Отг. ред. П. Динеков. С., БАН, 1977, 252 с.
- Фолклор и съвременност. С., Наука и изкуство, 1981, 348 с.
- Етнокултурно единство и фолклор. С., Наука и изкуство, 1987, 203 с.
- Етничният синдром. С., Аля, 1994, 181 с.
  - Второ допълнено издание. Пловдив, Пловдивско университетско издателство, 2001, 267 с.
- До следващата запетая. С., Христо Ботев, 1999, 502 с.
- Увод в етнологията. Пловдив, Пловдивско университетско издателство, 2000, 512 с.
- Локус и универсум. Добродан, планината – митология и... /В. Живкова – съавт./. Троян, Аля, 2001, 224 с.